# Ullsteinstraße (métro de Berlin)
Ullsteinstraße est une station de la ligne 6 du métro de Berlin, dans le quartier de Tempelhof.

## Géographie
La station se situe à l'ouest du port de Tempelhof et de l'Ullsteinhaus ainsi que près du canal de Teltow.

## Histoire
La station est créée à l'occasion du prolongement au sud de Tempelhof vers Alt-Mariendorf. Alors que la conception date de la République de Weimar, la construction ne se fait qu'en 1961.
Le franchissement du canal de Teltow nécessite des travaux inédits en créant dessous le Stubenrauchbrücke un tunnel en béton armé.
Rümmler conçoit une plate-forme centrale avec deux entrées de 110 mètres de long et près de neuf mètres de large, similaire à Möckernbrücke.
En octobre 2013, un ascenseur est mis en service après une année de construction. La station est depuis accessible aux personnes à mobilité réduite.

## Correspondances
La station de métro est en correspondance avec la ligne d'omnibus 170 de la Berliner Verkehrsbetriebe.